# Tetraloniella inulae
Tetraloniella inulae là một loài Hymenoptera trong họ Apidae. Loài này được Tkalcu mô tả khoa học năm 1979.